# Arcinella cornuta
Arcinella cornuta är en musselart som beskrevs av Conrad 1866. Arcinella cornuta ingår i släktet Arcinella och familjen Chamidae. Inga underarter finns listade i Catalogue of Life.
Juvenil

Höger klaff
Vänster klaff